# アダム・リグス
アダム・デイヴィッド・リグス（Adam David Riggs, 1972年10月4日 - ）は、アメリカ合衆国オハイオ州出身の元プロ野球選手（内野手、外野手）。

## 経歴

### メジャーリーグ時代
1994年にドラフトでロサンゼルス・ドジャースから22巡目、全体608位指名を受け入団。当初の期待は低かったが、入団3年目の1997年にメジャー昇格。結局9試合に出場したものの、翌年からは再度長期に渡ってマイナーでのプレーを余儀なくされる。
2001年にマイナー在籍6年で取得できるFA権を行使し、ドジャース傘下からサンディエゴ・パドレス傘下に移籍。同年は久々にメジャー昇格を果たし12試合に出場した。しかしシーズンオフ後に自由契約となる。
2002年にはセントルイス・カージナルス傘下へ移籍したが、メジャー昇格はできず、メキシカンリーグを経てアナハイム・エンゼルス傘下へ入団。
2003年9月に、メジャー登録枠が拡大されたと同時にメジャーに昇格し、地区優勝の美酒も味わった。
2004年はメジャーのキャンプにマイナーからの招待選手として参加。開幕メンバー入りは出来なかったが、31歳にしてマイナーで自己最高ともいえる打撃成績を残し、昨年と同じく9月にメジャー昇格してプレーオフにも出場（結果は1打数無安打）。この年も地区優勝の輪に入ることが出来た。同年の秋にヤクルトスワローズからオファーが届き、秋季キャンプを経て入団。

### ヤクルト時代
2005年開幕当初は変化球攻めに遭い、シーズンは二軍スタートとなったが、4月半ばに一軍合流。しばらくは右翼、交流戦の指名打者・代打での出場が続いたが、7月半ばに鈴木健の離脱で一塁手として出場機会を得ると、持ち味のシュアな打撃を武器に活躍を見せ始めた。7月31日の対阪神タイガース戦では、藤川球児から決勝本塁打を放ち、この年の藤川に唯一の黒星を付けている。8月5日 - 6日の対読売ジャイアンツ戦では、8打席連続安打の固め打ちも見せた。結局規定打席不足ながらも出場107試合、打率3割、14本塁打と結果を残して残留が決まった。
2006年は主に「バントをしない2番打者」として起用され、出場142試合、打率.294、チーム最多の39本塁打の他、94打点11盗塁と期待に応える活躍を見せた。ただし39本中24本塁打がそれぞれ月間MVPを受賞した5月と8月に集中しているなど、好不調の波が激しいという課題も残った。オフに2008年までの2年契約を結び、ヤクルトに残留した。同年はホームランを打った試合におけるチームの勝率が7割を超え、チームの主砲として活躍した。
2007年はそれまで主軸を打っていた岩村明憲の移籍もあって中軸として期待されたが、鼠径ヘルニアで4月は打率1割台の大不振に陥った。4月末には手術のためアメリカに帰国。夏場に復帰したが、今度は腰痛を発症したこともあって、再度降格。期待されたほどの成績を残せず、最終的に一軍37試合の出場で打率.217、2軍でも打率.231と対応に苦慮するシーズンとなった。2年契約が残っていたため、来季も残留することとなった。
2008年は開幕4番でスタートするも出場30試合時点で打率.202の打撃不振で5月23日に2軍に降格した。また、直後に古傷の右太ももの痛みを訴えたことに監督の高田繁は「（二軍に）落ちてすぐ痛いとか言っているし、やる気が感じられない」と激怒し、即刻戦力構想外となり7月11日にウェイバー公示、7月17日に自由契約公示され、シーズン途中で退団した。

### ヤクルト退団後
2009年に阪神タイガースが不振のケビン・メンチの代役として獲得候補に挙げたが、1年のブランクや年齢面での衰えがネックとなり日本球界復帰は実現しなかった。なお、この年は薬物疑惑（下述）の影響でどこの球団にも所属していない。

## 選手としての特徴・人物
右方向へ流し打ちを見せるなど、パンチ力と確実性を披露した。
俊足で併殺が少なく、打撃力も高いことから真中満、古田敦也などのヤクルト監督経験者は異口同音に「理想の2番打者」と評している。
外国人投手が投げている試合では率先して声を掛けて励ます姿も見られる。
三振してベンチへ帰っていくとき、首を横に振る姿がよくテレビに映る。逆に、ホームランを打った後はベンチ横のカメラに向かって猫ひろしの「にゃ～」のモノマネをする（猫ひろし本人からTシャツを貰った事もある。時折、猫が師匠と言われることも）。そして、監督の古田敦也と抱き合う。
リストバンドの使用色は2005年は赤色か白色だけであったが、2006年からはそれに加えて（スワローズのチームでは珍しい）水色も着用している。
エンゼルス時代にはユニフォーム胸部のチーム名が「ANGEES」と誤記されたユニフォームを着用して試合に出たことがある。

## 薬物疑惑
2007年12月13日に公表された米国MLBの薬物使用実態調査「ミッチェル・リポート」において薬物使用の疑いがある事が判明。報告書によると、業者はリグスと直接の面識なく2003～2005年の間に取引を行っており、ヒト成長ホルモンや注入式ステロイドなどを購入したとされる。報告書にはリグスの署名入り為替が掲載されている。その日付は、ヤクルト移籍後の2005年11月30日だった。また、エンゼルスの同僚であったバート・ミアディッチ（2005年巨人でプレー）とブレンダン・ドネリーを薬物業者に紹介したとされている。リグスはMLBの面会要求を辞退し、弁護士を通じて「一度も陽性反応は示したことはない」とのコメントを文書で提出している。
12月15日、リグスはヤクルトに返答し、「ステロイド剤を含むいかなる薬物を使用したことも購入したこともない」として疑惑を完全否定した。また、プロ入りの1994年から昨年の日本まで毎年ドーピング（禁止薬物使用）検査を受けており、一度として違反物質の反応が示されたことはなく、年に2度受けた際も結果はすべて陰性だったと説明した。リグスは「詳細や経緯についてすべて説明できるが、発言は弁護士から制約されている」とし、弁護士と今後の対応を協議している。

## 詳細情報

### 年度別打撃成績
| 年 度    | 球 団    | 試 合 | 打 席 | 打 数 | 得 点 | 安 打 | 二 塁 打 | 三 塁 打 | 本 塁 打 | 塁 打 | 打 点 | 盗 塁 | 盗 塁 死 | 犠 打 | 犠 飛 | 四 球 | 敬 遠 | 死 球 | 三 振 | 併 殺 打 | 打 率 | 出 塁 率 | 長 打 率 | O P S |
| -------- | -------- | ----- | ----- | ----- | ----- | ----- | -------- | -------- | -------- | ----- | ----- | ----- | -------- | ----- | ----- | ----- | ----- | ----- | ----- | -------- | ----- | -------- | -------- | ----- |
| 1997     | LAD      | 9     | 24    | 20    | 3     | 4     | 1        | 0        | 0        | 5     | 1     | 1     | 0        | 0     | 0     | 4     | 1     | 0     | 3     | 0        | .200  | .333     | .250     | .583  |
| 2001     | SD       | 12    | 38    | 36    | 2     | 7     | 1        | 0        | 0        | 8     | 1     | 1     | 1        | 0     | 0     | 2     | 0     | 0     | 8     | 1        | .194  | .237     | .222     | .459  |
| 2003     | ANA      | 24    | 72    | 61    | 11    | 15    | 4        | 1        | 3        | 30    | 5     | 3     | 1        | 2     | 0     | 9     | 0     | 0     | 9     | 2        | .246  | .343     | .492     | .835  |
| 2004     | ANA      | 16    | 37    | 36    | 2     | 7     | 3        | 0        | 0        | 10    | 3     | 1     | 0        | 0     | 0     | 1     | 0     | 0     | 10    | 2        | .194  | .216     | .278     | .494  |
| 2005     | ヤクルト | 107   | 329   | 310   | 49    | 95    | 25       | 1        | 14       | 164   | 44    | 4     | 3        | 0     | 2     | 15    | 1     | 2     | 64    | 9        | .306  | .340     | .529     | .869  |
| 2006     | ヤクルト | 142   | 636   | 591   | 111   | 174   | 39       | 0        | 39       | 330   | 94    | 11    | 2        | 0     | 1     | 33    | 0     | 11    | 112   | 7        | .294  | .343     | .558     | .901  |
| 2007     | ヤクルト | 37    | 150   | 138   | 11    | 30    | 5        | 0        | 3        | 44    | 19    | 0     | 0        | 0     | 2     | 9     | 0     | 1     | 43    | 4        | .217  | .267     | .319     | .586  |
| 2008     | ヤクルト | 30    | 103   | 94    | 9     | 19    | 3        | 0        | 3        | 31    | 11    | 0     | 1        | 0     | 0     | 8     | 0     | 1     | 25    | 3        | .202  | .272     | .330     | .602  |
| MLB：4年 | MLB：4年 | 61    | 171   | 153   | 18    | 33    | 0        | 1        | 3        | 44    | 10    | 6     | 2        | 2     | 0     | 16    | 1     | 0     | 30    | 5        | .216  | .290     | .288     | .578  |
| NPB：4年 | NPB：4年 | 316   | 1218  | 1133  | 180   | 318   | 72       | 1        | 59       | 569   | 168   | 15    | 6        | 0     | 5     | 65    | 1     | 15    | 244   | 23       | .281  | .327     | .502     | .829  |

### 表彰
- 月間MVP：2回（2006年5月、2006年8月）

### 背番号
- 51（1997年）
- 16（2001年）
- 9（2003年）
- 10（2004年）
- 2（2005年 - 2008年）